# Tanis
Tanis  (egipčansko ḏˁn.t /ˈɟuʕnat/ or /ˈcʼuʕnat/, arabsko صان الحجر‎, latinizirano: Ṣān al-Ḥagar, koptsko  ϫⲁⲛⲓ/ϫⲁⲁⲛⲉ,starogrško Τάνις, latinizirano: Tánis) je naselje v severovzhodni delti Nila ob Tanitski veji Nila, ki je že dolgo časa zamuljena.

## Zgodovina
Tanis je dokazan šele v Devetnajsti egipčanski dinastiji (1293–1185 pr. n. št.), ko je postal glavno mesto 14. noma Spodnjega Egipta, čeprav biblijski arheolog Benjamin Mazar trdi, da stela Leto 400, odkrita v Tanisu in datirana v 13. stoletje pr. n. št. dokazuje, da je bil Tanis naseljen že v 18. ali 17. stoletju pr. n. št. Večina spomenikov, odkritih v Tanisu, je iz obdobja pred Enaindvajseto dinastijo. Spomeniki so bili prinešeni od drugod, največ iz Pi-Ramessesa, in ponovno uporabljeni za potrebe vladarjev tistega časa. Najstarejša zgradba v Tanisu je iz obdobja Enaindvajsete dinastije.
V poznem Novem kraljestu se je kraljeva rezidenca Pi-Ramesses opustila, ker se je njen krak Nila zamuljil in postal neploven. Sedež moči faraonov Enaindvajsete dinastije in kasneje Dvaindvajsete dinastije (skupaj z Bubastisom) se je preselil v Tanis. Vladarji omenjenih dinastij so se imeli za zakonite naslednike prestola Gornjega in Spodnjega Egipta. Uporabljali so tradicionalne naslove in se izkazovali kot graditelji, čeprav so bile njihove gradnje bleda senca tistih, ki so jih gradili faraoni na višku moči Novega kraljestva. Pomemben dosežek tanitskih vladarjev je bila gradnja in kasneje razširitev Velikega templja Amon-Raja v Tanisu v času, ko je v vzhodni delti glavnega boga Seta zamenjal Amon-Ra. Manjši templji so bili posvečeni Mut in Honsuju, ki sta skupaj z Amon-Rajem tvorila Tebansko triado. Veliko tanitskih vladajev je bilo pokopanih na kraljevi nekropoli v Tanisu, ki je nadomestila nekropolo v tebanski Dolini kraljev.
Tanis je kasneje izgubil položaj prestolnice, vendar je ostal naseljen do rimskega obdobja Egipta, ko so ga opustili.

## Raziskave
Tanis je že od 18. doletja, ko sta raziskovala Flinders Petrie in Auguste Mariette, mesto obsežnih arheoloških raziskav.
Leta 1866 je Karl Richard Lepsius v Tanisu odkril trojezični Kanopski dekret iz ptolemajskega obdobja. Pisan je egipčanski hieroglifski in demotski pisavi in grščini in je podoben Kamnu iz Rosette. Odkritje je znatno pripomoglo k dešifriranju hieroglifov.
Na arheološkem najdišču je več templjev, vključno z glavnim Amonovim templjem, in zelo pomemna kraljeva nekropola iz tretjega vmesnega obdobja Egipta z več nedotaknjenimi grobnicami. Veliko gradiva za tanitske templje so pripeljali iz Qantirja, nekdanjega Pi-Ramesessa, kar je več generacij egiptologov zavedlo v prepričanje, da so odkrili Pi-Ramesess. Grobnice faraonov Psusenesa I., Amenemopeja in Šošenka II., odkrite leta 1939 in 1940 so bile popolnoma nedotaknjene. V njih so odkrili veliko predmetov iz zlata, lapisa lazuli in draguljev in pogrebne maske omenjenih faraonov.
Glavna tanitska božanstva so bila Amon z ženo Mut in njunim sinom Honsujem, ki so tvorili Tanitsko triado. Ker je triada enaka Tebanski triadi, so številni znanstveniki Tanis imenovali »severne Tebe«. 
Leta 2009 je Ministrstvo za kulturo Egipta sporočilo, da so arheologi v templju boginje Mut na arheološkem najdišču San al-Hagar v Tanisu odkrili sveto jezero. Jezero, zgrajeno iz blokov apnenca, je dolgo 15 m in široko 12 m. Zakopano je bilo pod 12 m debelim slojem peska in v dobrem stanju. Prvo jezero na tem najdišču so odkrili leta 1928.
Leta 2011 je analiza natančnih satelitskih posnetkov, ki jo je vodila arheologinja Sarah Parcak z Univerze Alabama v Birminghamu, odkrila številne med seboj povezane zidove iz blatnih zidakov, ulice in velike bivalne zgradbe, ki so tvorili celo mesto. Zgradb z običajnih posnetkov ni mogoče razbrati. Francoski arheologi so izbrali enega od domnevih zidov in ga pod 30 cm peska tudi odkrili. Na posnetkih so odkrili tudi 17 piramid, kar je takratni minister za starine Zahi Hawass označil za »popolno napako«.

## Tanis v Bibliji
Za biblijsko zgodbo o Mojzesu, ki se je dogajala v močvirjih Nila, se običajno domneva, da se je dogajala v Tanisu, čeprav za domnevo ni nobenega arheološkega dokaza.

## Galerija
- Pogrebna maska generala Vendžebauendžeda
- Sklede iz Vendžebauendžedove grobnice v Tanisu
- Grobnica faraona Osorkona II.
- Zlata pogrebna maska Psusenesa I.